# Kickers Emden 2008-2009
Questa voce raccoglie le informazioni riguardanti il Kickers Emden nelle competizioni ufficiali della stagione 2008-2009.

## Stagione
Nella stagione 2008-2009 l'Emden, allenato da Stefan Emmerling e Thomas Richter, concluse il campionato di 3. Liga al 6º posto.

## Rosa
| N. |                     | Ruolo | Calciatore          |
| -- | ------------------- | ----- | ------------------- |
| 1  | Germania (bandiera) | P     | Daniel Masuch       |
| 2  | Germania (bandiera) | D     | Rudolf Zedi         |
| 4  | Belgio (bandiera)   | D     | Bernd Rauw          |
| 6  | Germania (bandiera) | C     | Thorsten Nehrbauer  |
| 7  | Germania (bandiera) | C     | Rachid El Hammouchi |
| 8  | Belgio (bandiera)   | C     | Tom Moosmayer       |
| 9  | Germania (bandiera) | C     | Andreas Mayer       |
| 10 | Kosovo (bandiera)   | A     | Alban Ramaj         |
| 11 | Germania (bandiera) | A     | Enrico Neitzel      |
| 12 | Germania (bandiera) | P     | Tobias Duffner      |
| 13 | Germania (bandiera) | C     | Jan-André Sievers   |
| 14 | Germania (bandiera) | C     | Thorsten Schulze    |

| N. |                                 | Ruolo | Calciatore            |
| -- | ------------------------------- | ----- | --------------------- |
| 15 | Bosnia ed Erzegovina (bandiera) | D     | Jasmin Spahic         |
| 17 | Germania (bandiera)             | C     | Markus Unger          |
| 18 | Italia (bandiera)               | D     | Giovanni Cannata      |
| 19 | Germania (bandiera)             | D     | Kevin Nennhuber       |
| 20 | Germania (bandiera)             | C     | Nils Pfingsten-Reddig |
| 22 | Hong Kong (bandiera)            | C     | Andy Nägelein         |
| 23 | Ghana (bandiera)                | A     | Lawrence Aidoo        |
| 26 | Germania (bandiera)             | C     | Andre Krzatala        |
| 27 | Germania (bandiera)             | D     | Manuel Menzel         |
| 28 | Germania (bandiera)             | C     | Leon Burmester        |
| 29 | Germania (bandiera)             | P     | Jonas Toboll          |
| 30 | Germania (bandiera)             | C     | Stefan Hollander      |

## Organigramma societario
Area tecnica
- Allenatore: Thomas Richter
- Allenatore in seconda:
- Preparatore dei portieri:
- Preparatori atletici:

## Calciomercato

### Sessione estiva
| Acquisti | Acquisti              | Acquisti           | Acquisti |
| R.       | Nome                  | da                 | Modalità |
| -------- | --------------------- | ------------------ | -------- |
| A        | Lawrence Aidoo        | FSV Francoforte    |          |
| P        | Tobias Duffner        | TuRU Düsseldorf    |          |
| C        | Rachid El Hammouchi   | Fortuna Sittard    |          |
| P        | Daniel Masuch         | Rot-Weiss Essen    |          |
| D        | Kevin Nennhuber       | Hammer             |          |
| C        | Nils Pfingsten-Reddig | Siegen             |          |
| A        | Alban Ramaj           | Energie Cottbus II |          |
| C        | Jan-André Sievers     | Lubecca            |          |
| C        | Markus Unger          | Siegen             |          |

| Cessioni | Cessioni             | Cessioni              | Cessioni |
| R.       | Nome                 | a                     | Modalità |
| -------- | -------------------- | --------------------- | -------- |
| C        | Stephan Bork         | Bonner                |          |
| C        | Daniel Cartus        | Siegen                |          |
| C        | Nermin Celikovic     | Wuppertal             |          |
| D        | Alexander Dercho     | Eintracht Francoforte |          |
| C        | Bernd Grotlüschen    | Oldenburg             |          |
| D        | Thomas Litjens       | Wuppertal             |          |
| C        | Stephan Nachtigall   | Bonner                |          |
| D        | Timo Neumann         | Lubecca               |          |
| A        | Marcel Reichwein     | Wuppertal             |          |
| P        | Marcus Rickert       | Coblenza              |          |
| P        | Nourreddine Semghoun | Lubecca               |          |
| C        | Dennis Tornieporth   | Hessen Kassel         |          |
| A        | Radovan Vujanović    | Magdeburgo            |          |

### Sessione invernale
| Acquisti | Acquisti      | Acquisti | Acquisti |
| R.       | Nome          | da       | Modalità |
| -------- | ------------- | -------- | -------- |
| C        | Andreas Mayer | Aalen    |          |

| Cessioni | Cessioni      | Cessioni   | Cessioni |
| R.       | Nome          | a          | Modalità |
| -------- | ------------- | ---------- | -------- |
| A        | Thomas Klasen | Elversberg |          |

## Risultati

### 3. Liga

#### Girone di andata
| Arbitro: | Gräfe |

|               |           |  |
| Moosmayer 33’ | Marcatori |  |

| Arbitro: | Winkmann |

|            |           |                      |
| Savran 54’ | Marcatori | 9’ Neitzel 60’ Ramaj |

| Arbitro: | Schumacher |

|                      |           |  |
| Pfingsten-Reddig 36’ | Marcatori |  |

| Arbitro: | Steinberg |

|            |           |           |
| Hähnge 67’ | Marcatori | 71’ Unger |

| Arbitro: | Kinhöfer |

|                                                   |           |                       |
| Neitzel 3’, 60’ Rauw 6’ Ramaj 18’ Zedi 24’ (rig.) | Marcatori | 26’, 90’ (rig.) Alder |

| Arbitro: | Kampka |

|  |           |          |
|  | Marcatori | 86’ Zedi |

| Arbitro: | Wagner |

|            |           |                             |
| Spahic 80’ | Marcatori | 31’ Güvenışık 77’ Lindemann |

| Arbitro: | Zwayer |

|            |           |                 |
| Schürg 50’ | Marcatori | 81’ (rig.) Rauw |

| Arbitro: | Fischer |

|          |           |  |
| Zedi 58’ | Marcatori |  |

| Arbitro: | Walz |

|                    |           |             |
| Schweinsteiger 89’ | Marcatori | 42’ Neitzel |

| Arbitro: | Thielert |

|                                          |           |  |
| Moosmayer 32’ Unger 53’ Aidoo 86’ (rig.) | Marcatori |  |

| Arbitro: | Wenkel |

|  |           |             |
|  | Marcatori | 89’ Neitzel |

| Arbitro: | Leicher |

|          |           |             |
| Rauw 77’ | Marcatori | 44’ Lukunku |

| Arbitro: | Siebert |

|  |           |            |
|  | Marcatori | 70’ Spahic |

| Arbitro: | Bandurski |

|                                       |           |           |
| Mitterhuber 54’ Kresin 87’ Cappek 88’ | Marcatori | 65’ Unger |

| Arbitro: | Grudzinski |

|  |           |                         |
|  | Marcatori | 16’ Contento 63’ Yılmaz |

| Arbitro: | Metzen |

|  |           |          |
|  | Marcatori | 11’ Zedi |

| Arbitro: | Hammer |

|          |           |              |
| Zedi 90’ | Marcatori | 83’ Albayrak |

| Arbitro: | Hartmann |

|                          |           |  |
| Benyamina 29’ Schulz 88’ | Marcatori |  |

#### Girone di ritorno
| Arbitro: | Achmüller |

|  |           |                                |
|  | Marcatori | 20’ Klasen 41’ Ramaj 90’ Unger |

| Arbitro: | Joerend |

|                       |           |                 |
| Neitzel 36’ Aidoo 45’ | Marcatori | 47’, 90’ Bröker |

| Arbitro: | Blos |

|                                     |           |             |
| von Walsleben-Schied 53’ Boland 59’ | Marcatori | 13’ Neitzel |

| Arbitro: | Benedum |

|                                            |           |            |
| Pfingsten-Reddig 6’ Neitzel 69’ Spahic 80’ | Marcatori | 90’ Hähnge |

| Aalen 14 aprile 2009, ore 19:00 CEST 24ª giornata | Aalen    | 0 – 0 referto | Kickers Emden | Scholz-Arena (3 025 spett.)\| Arbitro: \| Valentin \| |
| Arbitro:                                          | Valentin |               |               |                                                       |

| Arbitro: | Kunzmann |

|                                     |           |              |
| Pfingsten-Reddig 3’, 69’ Neitzel 9’ | Marcatori | 56’ Granskov |

| Arbitro: | Kircher |

|                        |           |  |
| Mohr 76’ Lindemann 86’ | Marcatori |  |

| Arbitro: | Steuer |

|  |           |            |
|  | Marcatori | 80’ Schürg |

| Arbitro: | Drees |

|          |           |             |
| Cebe 63’ | Marcatori | 34’ Neitzel |

| Arbitro: | Seemann |

|  |           |                                    |
|  | Marcatori | 3’, 15’, 29’ Rathgeber 80’ Zillner |

| Arbitro: | Perl |

|                       |           |          |
| Fießer 37’ Müller 51’ | Marcatori | 22’ Rauw |

| Emden 11 aprile 2009, ore 14:00 CEST 31ª giornata | Kickers Emden | 0 – 0 referto | Jahn Ratisbona | Embdena-Stadion (2 182 spett.)\| Arbitro: \| Christ \| |
| Arbitro:                                          | Christ        |               |                |                                                        |

| Arbitro: | Steinberg |

|                                         |           |  |
| Agyemang 43’ Stark 59’ Curri 72’ (rig.) | Marcatori |  |

| Arbitro: | Kuhl |

|           |           |  |
| Ramaj 45’ | Marcatori |  |

| Arbitro: | Seiwert |

|           |           |               |
| Unger 63’ | Marcatori | 71’ Galuschka |

| Arbitro: | Blos |

|                                      |           |  |
| Bopp 17’, 71’ Sikorski 48’ Riess 54’ | Marcatori |  |

| Arbitro: | Ittrich |

|                        |           |               |
| Mayer 39’ Nägelein 84’ | Marcatori | 3’ Schipplock |

| Offenbach am Main 16 maggio 2009, ore 13:30 CEST 37ª giornata | Kickers Offenbach | 0 – 0 referto | Kickers Emden | Stadion am Bieberer Berg (5 014 spett.)\| Arbitro: \| Walz \| |
| Arbitro:                                                      | Walz              |               |               |                                                               |

| Arbitro: | Sippel |

|                               |           |                        |
| Mayer 5’ Zedi 33’ Neitzel 86’ | Marcatori | 58’ Dogan 74’ Gebhardt |

## Statistiche

### Statistiche di squadra
| Competizione | Punti | In casa | In casa | In casa | In casa | In casa | In casa | In trasferta | In trasferta | In trasferta | In trasferta | In trasferta | In trasferta | Totale | Totale | Totale | Totale | Totale | Totale | DR |
| Competizione | Punti | G       | V       | N       | P       | Gf      | Gs      | G            | V            | N            | P            | Gf           | Gs           | G      | V      | N      | P      | Gf     | Gs     | DR |
| ------------ | ----- | ------- | ------- | ------- | ------- | ------- | ------- | ------------ | ------------ | ------------ | ------------ | ------------ | ------------ | ------ | ------ | ------ | ------ | ------ | ------ | -- |
| 3. Liga      | 59    | 19      | 10      | 5       | 4       | 29      | 21      | 19           | 6            | 6            | 7            | 16           | 23           | 38     | 16     | 11     | 11     | 45     | 44     | +1 |
| Totale       | 59    | 19      | 10      | 5       | 4       | 29      | 21      | 19           | 6            | 6            | 7            | 16           | 23           | 38     | 16     | 11     | 11     | 45     | 44     | +1 |

### Andamento in campionato
| Giornata  | 1 | 2 | 3 | 4 | 5 | 6 | 7 | 8 | 9 | 10 | 11 | 12 | 13 | 14 | 15 | 16 | 17 | 18 | 19 | 20 | 21 | 22 | 23 | 24 | 25 | 26 | 27 | 28 | 29 | 30 | 31 | 32 | 33 | 34 | 35 | 36 | 37 | 38 |
| --------- | - | - | - | - | - | - | - | - | - | -- | -- | -- | -- | -- | -- | -- | -- | -- | -- | -- | -- | -- | -- | -- | -- | -- | -- | -- | -- | -- | -- | -- | -- | -- | -- | -- | -- | -- |
| Luogo     | C | T | C | T | C | T | C | T | C | T  | C  | T  | C  | T  | T  | C  | T  | C  | T  | T  | C  | T  | C  | T  | C  | T  | C  | T  | C  | T  | C  | T  | C  | C  | T  | C  | T  | C  |
| Risultato | V | V | V | N | V | V | P | N | V | N  | V  | V  | N  | V  | P  | P  | V  | N  | P  | V  | N  | P  | V  | N  | V  | P  | P  | N  | P  | P  | N  | P  | V  | N  | P  | V  | N  | V  |
| Posizione | 7 | 1 | 1 | 2 | 1 | 1 | 2 | 2 | 2 | 3  | 2  | 1  | 2  | 1  | 2  | 4  | 3  | 3  | 3  | 3  | 3  | 4  | 3  | 4  | 4  | 4  | 4  | 4  | 5  | 6  | 5  | 6  | 5  | 5  | 6  | 6  | 6  | 6  |

Legenda:

Luogo: C = Casa; T = Trasferta. Risultato: V = Vittoria; N = Pareggio; P = Sconfitta.

### Statistiche dei giocatori
| L. Aidoo            | 36 | 2  | 10 | 0 |
| L. Burmester        | 0  | 0  | 0  | 0 |
| G. Cannata          | 18 | 0  | 0  | 0 |
| T. Duffner          | 1  | 0  | 0  | 0 |
| R. Hammouchi        | 37 | 0  | 4  | 0 |
| S. Hollander        | 0  | 0  | 0  | 0 |
| T. Klasen           | 13 | 1  | 2  | 0 |
| A. Krzatala         | 1  | 0  | 0  | 0 |
| D. Masuch           | 37 | 0  | 1  | 0 |
| A. Mayer            | 15 | 2  | 6  | 1 |
| M. Menzel           | 3  | 0  | 0  | 0 |
| T. Moosmayer        | 36 | 2  | 6  | 0 |
| T. Nehrbauer        | 23 | 0  | 2  | 0 |
| E. Neitzel          | 29 | 11 | 3  | 1 |
| K. Nennhuber        | 10 | 0  | 0  | 0 |
| A. Nägelein         | 30 | 1  | 6  | 0 |
| N. Pfingsten-Reddig | 37 | 4  | 8  | 0 |
| A. Ramaj            | 37 | 4  | 5  | 0 |
| B. Rauw             | 35 | 4  | 11 | 0 |
| T. Schulze          | 0  | 0  | 0  | 0 |
| J. Sievers          | 36 | 0  | 4  | 0 |
| J. Spahic           | 23 | 3  | 5  | 0 |
| J. Toboll           | 1  | 0  | 0  | 0 |
| M. Unger            | 28 | 5  | 8  | 0 |
| R. Zedi             | 37 | 6  | 9  | 0 |